# Forcipomyia minisquamosa
Forcipomyia minisquamosa är en tvåvingeart som beskrevs av Wirth 1972. Forcipomyia minisquamosa ingår i släktet Forcipomyia och familjen svidknott. Inga underarter finns listade i Catalogue of Life.